# Encentrum minax
Encentrum minax är en hjuldjursart som beskrevs av Donner 1943. Encentrum minax ingår i släktet Encentrum och familjen Dicranophoridae. Inga underarter finns listade i Catalogue of Life.